# سیارک ۲۱۶۲۳
سیارک ۲۱۶۲۳ (به انگلیسی: 21623 Albertshieh، نامگذاری:1999LS24) بیست و یک هزار و ششصد و بیست و سومین سیارک کشف شده‌است که در ۹ ژوئن ۱۹۹۹ کشف شد.
قدر مطلق سیارک برابر ۲۲.۴ است.